# Iivo Niskanen
Iivo Henrik Niskanen (Oulu, 12 de enero de 1992) es un deportista finlandés que compite en esquí de fondo. Su hermana Kerttu compite en el mismo deporte.
Participó en tres Juegos Olímpicos de Invierno, obteniendo en total cinco medallas, oro en Sochi 2014, en la prueba de velocidad por equipo (junto con Sami Jauhojärvi), oro en Pyeongchang 2018, en 50 km, y tres en Pekín 2022, oro en 15 km, plata en velocidad por equipo (con Joni Mäki) y bronce en 30 km.
Ganó cuatro medallas en el Campeonato Mundial de Esquí Nórdico, entre los años 2017 y 2023.

## Palmarés internacional
| Juegos Olímpicos   | Juegos Olímpicos            | Juegos Olímpicos  | Juegos Olímpicos     |
| Año                | Lugar                       | Medalla           | Prueba               |
| ------------------ | --------------------------- | ----------------- | -------------------- |
| 2014               | Sochi (Rusia)               | Medalla de oro    | Velocidad por equipo |
| 2018               | Pyeongchang (Corea del Sur) | Medalla de oro    | 50 km                |
| 2022               | Pekín (China)               | Medalla de oro    | 15 km                |
| 2022               | Pekín (China)               | Medalla de plata  | Velocidad por equipo |
| 2022               | Pekín (China)               | Medalla de bronce | 30 km                |
| Campeonato Mundial |                             |                   |                      |
| Año                | Lugar                       | Medalla           | Prueba               |
| 2017               | Lahti (Finlandia)           | Medalla de oro    | 15 km                |
| 2017               | Lahti (Finlandia)           | Medalla de bronce | Velocidad por equipo |
| 2019               | Seefeld (Austria)           | Medalla de bronce | 15 km                |
| 2023               | Planica (Eslovenia)         | Medalla de plata  | Relevo 4 × 10 km     |